# Heliconia luteoviridis
Heliconia luteoviridis är en enhjärtbladig växtart som beskrevs av Abalo och G.Morales. Heliconia luteoviridis ingår i släktet Heliconia och familjen Heliconiaceae. Inga underarter finns listade.